# Bretka
Bretka este o comună slovacă, aflată în districtul Rožňava din regiunea Košice. Localitatea se află la altitudinea de 191 m deasupra n.m., se întinde pe o suprafață de 9,54 km2 și în 2017 număra 401 locuitori.

## Istoric
Localitatea Bretka este atestată documentar din 1286.

## Demografie
| An:                | 1994 | 2004   | 2014    | 2024   |
| ------------------ | ---- | ------ | ------- | ------ |
| Număr de persoane: | 362  | 350    | 400     | 397    |
| Diferență:         |      | −3,31% | +14,28% | −0,75% |

| An:                | 2023 | 2024   |
| ------------------ | ---- | ------ |
| Număr de persoane: | 400  | 397    |
| Diferență:         |      | −0,75% |